# Aplocheilichthys brichardi
Aplocheilichthys brichardi е вид лъчеперка от семейство Poeciliidae. Видът е незастрашен от изчезване.

## Разпространение
Разпространен е в Демократична република Конго.

## Описание
На дължина достигат до 3 cm.